# Fonderie G. Peignot & Fils
La Fonderie G. Peignot & Fils est une fonderie française de caractères typographiques, créée en 1898, et disparue entre 1919 et 1923, après une opération de fusion pour devenir la fonderie Deberny & Peignot. Dirigée par Georges Peignot (1872-1915), la fonderie G. Peignot & Fils est l'un des fleurons passés de la typographie française, une « maison d'élite », selon Louis Barthou.

## Histoire
La fonderie G. Peignot & Fils est née en 1898, après absorption de la fonderie Veuve Routier et Peignot (créée en 1867), elle-même issue de la fonderie Veuve Routier (créée en 1865) et de la fonderie de Pierre Leclerc (créée en 1842).

### Fonderie de Pierre Leclerc (1842)
En 1842, Pierre Leclerc, artisan mécanicien, crée une fonderie de blancs d'imprimerie (éléments de composition typographique en plomb qui couvrent tous les secteurs non imprimés de la page). « On peut le considérer comme le véritable créateur de la fonderie de blancs », dit de lui la revue La Fonderie typographique, en 1899. Ces « blancs » entre les mots et les lignes, aux marges, etc., exigent une grande précision (cadratin, interligne, etc.).
Leclerc invente un procédé qui permet, au lieu de couper les blancs, de les couler dans des moules, ce qui accroît leur précision. En 1856, à la mort de Pierre Leclerc, la direction de l'entreprise est confiée à une amie de sa veuve, Clémentine Dupont de Vieux Pont, épouse Peignot (1815-1897). Cette dernière installe alors à côté d'elle son fils, Gustave Peignot (1839-1899), ingénieur des Arts et Métiers.

### Fonderie Veuve Routier (1865) puis Veuve Routier et Peignot (1867)
En 1865, la fonderie de Pierre Leclerc est vendue par adjudication aux Peignot. La nouvelle société est baptisée « Veuve Routier », nom de la bailleresse ayant rendu possible l’achat du fonds par Gustave Peignot. En 1867, celle-ci s’associe à Gustave Peignot par un acte où la société prend le nom de « Veuve Routier et Peignot ».

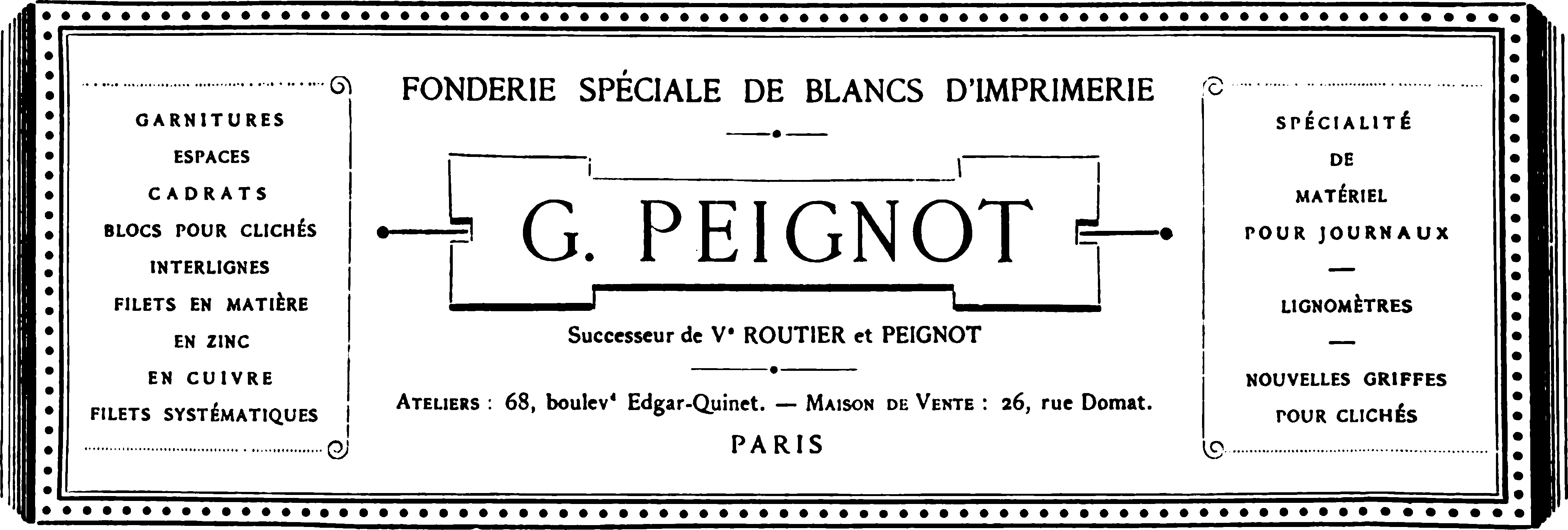
Publicité parue dans L'Imprimerie, en 1883, pour la Fonderie G. Peignot (1875-1898)

En 1869, l'entreprise déménage boulevard de Montrouge (futur boulevard Edgar-Quinet), aux nos 66-68, où un immeuble est construit (en étage pour la famille, au sol pour l'usine). En 1875, la dette envers la veuve Routier est apurée, et Gustave Peignot devient l'unique propriétaire de l'entreprise et de l'immeuble.
De 1875 à 1898, Gustave Peignot continue à dégager avec la fabrication des blancs d’importantes marges, non amputées cette fois-ci des remboursements à la veuve Routier. « Dans ce plomb il y a de l’or », lui avait dit sa mère en l’engageant. Premier président de la Chambre syndicale des maîtres fondeurs typographes, il est reconnu dans la profession. Époux de Marie Laporte, il est père de 8 enfants.

### Fonderie G. Peignot & Fils (1898)
En 1898, Gustave Peignot fait donation de l'entreprise à ses enfants et distribue à chacun des parts égales dans une société en commandite, qui prend le nom de « G. Peignot & Fils ». Georges Peignot, son second fils, est choisi pour lui succéder, et est nommé co-gérant. Gustave Peignot meurt en 1899.
À partir de 1899, Georges Peignot oriente la fonderie de blancs vers la production de caractères, ce qui provoque une importante croissance du chiffre d'affaires. La qualité des alphabets met la fonderie G. Peignot & Fils au tout premier plan. En douze ans, Georges Peignot crée un grand nombre de caractères : Grasset, Auriol, Cochin, Garamond-Peignot, Bellery-Desfontaines, Naudin, Guy-Arnoux. Il publie également un Spécimen, catalogue de caractères encore aujourd’hui très recherché (600 pages, 2 tomes).
En 1904, pour faire face au développement de ses ventes, la fonderie G. Peignot & Fils construit une nouvelle usine au coin de la rue Cabanis et de la rue Ferrus. En 1911-1912, Georges Peignot envoie ses deux cadets, Lucien et Rémy, en Amérique du Sud chercher des distributeurs. L’entreprise est à son apogée.
Mais la Première Guerre mondiale éclate en 1914. Volontaire pour le front, l’adjudant Georges Peignot est tué d'une balle au front, à la tête de sa section, le 28 septembre 1915, près de Givenchy. Ses quatre autres frères meurent également (dont l'aîné de maladie).
L'héritage de Georges Peignot est pris en otage par des querelles intestines : en 1919, sa propre mère, Marie Laporte-Peignot, impose à ses enfants ou à leurs veuves le versement sous la forme d’augmentation de capital d'une somme importante (1 million de francs) à son concurrent et beau-frère, la fonderie Deberny (fondée par Balzac en 1826), appartenant à Charles Tuleu (héritier d’Alexandre de Berny, et mari de Jane Peignot-Tuleu).
En 1923, la fonderie G. Peignot et Fils disparaît, victime d'une fusion opérée entre la fonderie Deberny (2,6 millions, dont le million de subsides Peignot) et G. Peignot & Fils (4,1 millions). Le nom de la nouvelle entreprise met le nom Peignot au second plan : la nouvelle entité est en effet baptisée « Deberny et Peignot », mais couramment appelée « Deberny ». Contre toute logique (le gérant est généralement choisi par l'actionnaire majoritaire), c'est le gérant du minoritaire Deberny, Robert Girard, sous les ordres duquel la vieille fonderie Deberny avait périclité, qui prend les rênes de la nouvelle entité.

## Créations typographiques
La Fonderie G. Peignot & Fils est à la source de créations typographiques importantes, parmi lesquelles : 
- le Grasset (dessin au calame : Eugène Grasset, 1898-1901) ;
- la Française-légère, la Française-allongée, l'Auriol-labeur, l'Auriol-champlevé, et le Robur (dessin au pinceau : George Auriol, 1902-1907) ;
- le Bellery-Desfontaines-large et le Bellery-Desfontaines-étroit (dessin : Henri Bellery-Desfontaines, 1910-1912) ;
- le Polyphème (gras) et le Cyclopéen (maigre) (dessin anonyme, 1910) ;
- le Cochin romain et italique, le Nicolas-Cochin romain et italique, gravés par Charles Malin, le Moreau-le-Jeune, le Fournier-le-Jeune, les vignettes et ornements Fournier (dessin : P. Roy et A. Marty) ;
- le Garamond romain et italique (gravés par Henri Parmentier, à partir des empreintes sur papier chiffon du caractère Garamond original, sous le minutieux contrôle de Georges Peignot, 1912-1914 ; lancés en 1926) ;
- le Naudin romain, italique et champlevé (dessin : Bernard Naudin, 1909-1914 ; lancés en 1924) ;
- le Guy-Arnoux capitales (dessin : Guy Arnoux, 1914).

## Archives
La Bibliothèque Forney administre le Fonds Peignot qui contient tous les originaux sauvegardés par la famille (comptes-rendus des assemblées, journal de Marie Laporte, correspondance des quatre frères André, Lucien et Rémy à Georges, etc.). 